# 川越市立山田小学校
川越市立山田小学校（かわごえしりつ やまだしょうがっこう）は、埼玉県川越市山田にある公立小学校。

## 沿革
- 1875年（明治8年）5月1日 - 創立。志垂学校と称し、安養院を仮校舎とする。[1]
- 1886年（明治19年）2月1日 - 府川、寺山学校を合併し、校名を山田小学校と改称。
- 1900年（明治33年）4月1日 - 高等科を併設し、校名を山田尋常小学校と改称。
- 1930年（昭和5年）4月5日 - 木造校舎落成。
- 1941年（昭和16年）4月1日 - 校名を山田国民学校と改称。
- 1947年（昭和22年）4月1日 - 校名を山田村立山田小学校と改称。
- 1955年（昭和30年）
  - 4月1日 - 市村合併により、校名を川越市立山田小学校と改称。
  - 5月2日 - 山田小学校PTAが結成される。
- 1959年（昭和34年）4月15日 - 開校記念日を4月15日と定める。
- 1964年（昭和39年）2月23日 - 校歌制定。（作詞：藤浦洸、作曲：佐々木すぐる[2]）
- 1975年（昭和50年）11月3日 - 開校百年祝賀会式典挙行。
- 1989年（平成元年）3月25日 - 防球ネット設置。
- 1993年（平成5年）6月5日 - 夜間照明施設設置。
- 1995年（平成7年）11月4日 - 開校120周年記念式典挙行。
- 1997年（平成9年）1月24日 - 校舎裏舗装工事完了。

## 通学区域
- 石田、上寺山、寺山、福田、府川、山田[3]